# Julen Arellano
Julen Arellano Sandua (Ablitas, Navarra, 8 de enero de 1997), es un exfutbolista español que jugaba como lateral izquierdo. Después de abandonar su carrera como futbolista con 22 años, actualmente ejerce como psicólogo.

## Biografía

### Inicios
Se inició como futbolista en las filas del CD Ablitense de su localidad natal. Posteriormente se marchó al CD Aluvión de Cascante, que era un club convenido del Athletic Club. Merced a dicho convenio, acudió en múltiples ocasiones a entrenar a Lezama. El club vasco hizo una oferta para ficharle con once años, pero sus padres la rechazaron y acordaron que siguiera viviendo en casa y jugando en el Aluvión. Finalmente, en verano de 2010 fichó por CA Osasuna ya que le permitía seguir viviendo en casa.En la campaña 2010-11, siendo parte del Cadete B rojillo, disputó la fase final de la Nike Premier Cup en Barcelona siendo Mikel Merino su compañero con una trayectoria más reconocida.Jugando como extremo izquierdo, llamó la atención de varios clubes como FC Barcelona, Real Madrid o Arsenal.

### Cantera FC Barcelona
En julio del 2011 firmó por el equipo cadete del Fútbol Club Barcelona, siendo uno de los jugadores que inauguró la nueva residencia de la Masía.En el club catalán se asentó como lateral izquierdo y fue uno de sus canteranos más descatados, sobre todo, en su segunda y tercera campaña donde llegó a ser comparado con Gareth Bale.Además, en la temporada 2013-14 acudió a entrenar en varias sesiones con el primer equipo dirigido por Tata Martino.Por otro lado, en octubre de 2014 fue uno de los cuarenta jóvenes futbolistas (nacidos en 1997) con más proyección, elegidos por The Guardian.

### Bilbao Athletic
El 30 de junio de 2015, tras rechazar la oferta de renovación del FC Barcelona, fichó por el Athletic Club para reforzar al Bilbao Athletic, que acababa de ascender a Segunda División, de cara a la temporada 2015-2016.El 21 de noviembre debutó en Segunda División, en San Mamés, en un encuentro ante la UD Almería (0-0) en sustitución de Aitor Seguín.Además, debido a la falta de minutos en el filial, jugó tres encuentros con el combinado sub-21 que disputó la Premier League International Cup frente a Borussia Mönchengladbach, Sunderland y Villarreal.Ante la poca sintonía con su entrenador, Cuco Ziganda, rescindió su contrato en agosto.

### Últimos años como futbolista
El 26 de agosto de 2016 se hizo oficial su fichaje por Osasuna Promesas.El 8 de enero de 2017 debutó en Segunda B con el filial rojillo.En abril de 2017 fue uno de los 98 nominados al Premio Golden Boy, aunque llevaba dos años sin competir de manera continuada.En julio de 2018, después de acabar su contrato con Osasuna, se incorporó al CD Tudelano de Segunda B.En julio de 2019 fichó por el CD Calahorra de la misma categoría.Dos meses después, el 26 de septiembre, anunció su retirada del fútbol profesional sin haber llegado a debutar con el equipo calagurritano. A pesar de su retirada, en noviembre de 2019, comenzó a jugar en el CD Ablitense, en categoría Regional Preferente, hasta junio de 2022.En ese mismo año comenzó a ejercer como psicólogo tras haber obtenido una plaza como PIR en febrero.

## Selección nacional
Fue internacional en categoría sub-16 y sub-17 de la selección española.

## Clubes
| Club            | País   | Año         | PJ | Goles |
| --------------- | ------ | ----------- | -- | ----- |
| Bilbao Athletic | España | 2015-2016   | 1  | 0     |
| Osasuna B       | España | 2016-2018   | 24 | 0     |
| CD Tudelano     | España | 2018-2019   | 24 | 0     |
| CD Calahorra    | España | 2019        | 0  | 0     |
| CD Ablitense    | España | 2019 - 2022 | ?  | ?     |